# Anhalt-Harzgerode
Anhalt-Harzgerode fue un pequeño principado del Sacro Imperio Romano Germánico, gobernado por la Casa de Ascania con su residencia en Harzgerode en la actural Sajonia-Anhalt. Fue creado en 1635 después de la partición de Anhalt-Bernburg con Federico, un hermano menor del Príncipe Cristián I, pasando a ser el príncipe reinante. La muerte del hijo de Federico, el Príncipe Guillermo Luis en 1709 resultó en la extinción de la familia gobernante y Anhalt-Harzgerode fue reunificado con Anhalt-Bernburg.

## Historia

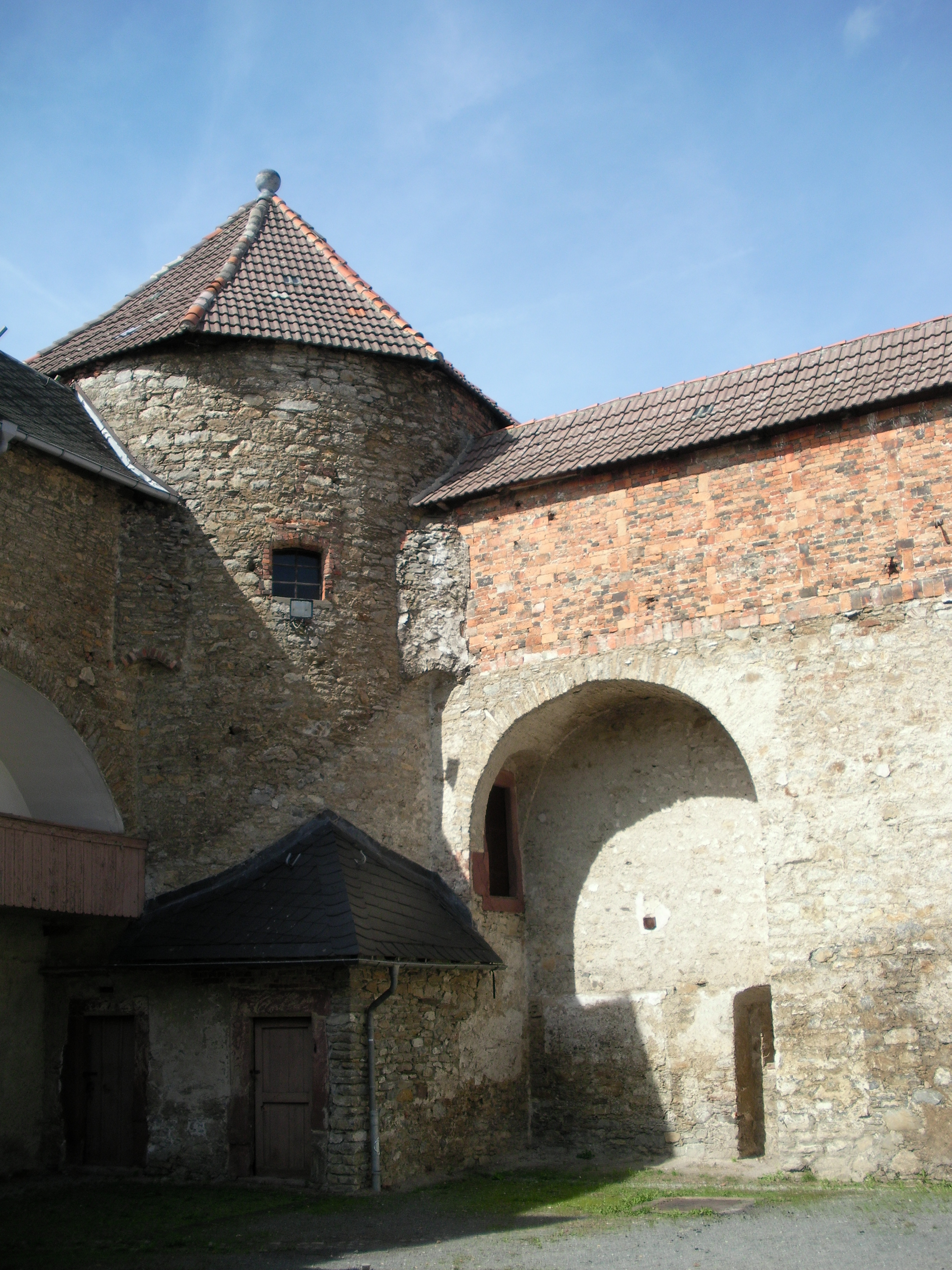
Castillo de Harzgerode

El Príncipe Cristián I gobernaba en Bernburg desde que él y sus hermanos se dividieron la herencia de Anhalt en 1603. Se volvió al Calvinismo y en 1608 fundó la Unión Protestante con los príncipes luteranos, como diputado del Elector Palatino Federico IV. Al principio de la Guerra de los Treinta Años, lideró el ejército bohemio del hijo de Federico, Federico V, en la batalla de la Montaña Blanca, donde sufrió una desastrosa derrota. Temporalmente recibió la prohibición imperial y estuvo exiliado en Suecia, y no pudo volver a Bernburg hasta 1624.
Cristián murió en 1630; sus hijos, Federico y su hermano mayor Cristian II también lucharon en la guerra. Federico sirvió en la infantería sueca hasta que el Elector luterano Juan Jorge de Sajonia concluyó la Paz de Praga con el emperador Fernando II de Habsburgo en 1635. De vuelta en Anhalt, él y su hermano llegaron a un acuerdo en diciembre y se dividieron la herencia de su padre: mientras que Cristián II sucedió como Príncipe de Anhalt-Bernburg, Federico recibió los distritos (Ämter) más occidentales de Harzgerode, que habían sido devastados por un incendio reciente, y Güntersberge en las montañas del Harz. De este modo, sus tierras comprendían los territorios ancestrales ascanios en el antiguo Schwabengau sajón con las ruinas del castillo de Anhalt.
En la guerra en curso, el Príncipe Federico sirvió en las fuerzas armadas del Landgrave Guillermo V de Hesse-Kassel. Finalmente en 1641, urgido por su hermano, retornó a Harzgerode y contrajo matrimonio con Juana Isabel (1619-1647), hija del Príncipe Juan Luis de Nassau-Hadamar al año siguiente. Federico hizo significantes esfuerzos para aliviar el impacto de la guerra en su diminuto principado y pro su reconstrucción después de la Paz de Westfalia final. Cuando murió su primo Juan Casimiro de Anhalt-Dessau, pasó a ser el príncipe sénior de todos los territorios de Anhalt.
Federico fue sucedido por su único hijo Guillermo en 1670. Continuó con los esfuerzos de su padre y se esmeró para el desarrollo de la minería de plata (galena) en las regiones del Harz. Sus dos matrimonio con la Condesa Isabel Albertina de Solms-Laubach (1631-1693) y Sofía Augusta (1666-1733), hija del Príncipe Enrique de Nassau-Dillenburg no tuvieron descendencia. A su muerte en 1709, su porción de Anhalt fue heredada por su primo el Príncipe Víctor Amadeo de Anhalt-Bernburg.

## Príncipes de Anhalt-Harzgerode
- Federico 1635-1670
- Guillermo Luis 1670-1709

Reunificado con Anhalt-Bernburg